# Моджахеди в Чечні
Моджахеди в Чечні (рос. Моджахеды в Чечне) — іноземні ісламістські добровольці-моджахеди, які воювали в Чечні та інших частинах Північного Кавказу на стороні ЧРІ і Кавказького Емірату в 1995—2012 роках.
Засновником батальйону є Фатхі аль-Урдані, який створив його у 1995 році під час Першої російсько-чеченської війни, де він воював за незалежність Чеченської Республіки Ічкерія проти Російської Федерації. Під час Другої російсько-чеченської війни батальйон зіграв важливу роль у подальших бойових діях.

## Історія
Іноземні моджахеди зіграли важливу роль як в Першій, так і в Другій російсько-чеченській війні. Після розпаду Радянського Союзу і подальшого проголошення незалежності Чечні іноземні бойовики почали прибувати в регіон і пов'язувати себе з чеченськими повстанцями, в першу чергу з Шамілем Басаєвим, з яким подружився один із ватажків чеченських моджахедів Хаттаб. Багато з них були ветеранами афганської війни, і до російського вторгнення вони використовували свій досвід для підготовки чеченських солдатів.
Під час Першої російсько-чеченської війни вони користувалися поганою славою і викликали страх своєю партизанською тактикою бою, завдаючи важких втрат погано підготовленим російським військам.
Моджахеди також внесли значний фінансовий внесок у справу повстанців; завдяки їх доступу до величезного багатства салафітських благодійних організацій, таких як «Аль-Харамейн», вони незабаром стали безцінним джерелом коштів для чеченського опору, у якого було мало власних ресурсів.
Після виведення російських військ з Чечні, більшість моджахедів вирішили залишитися в країні, в тому числі Хаттаб, який одружився з жінкою з Дагестану. У 1999 році іноземні бойовики зіграли важливу роль у війні за Дагестан. Шаміль Басаєв і Хаттаб створили Ісламську міжнародну миротворчу бригаду, до складу якої увійшли чеченські, арабські і дагестанські бойовики. Вторгнення було розпочато з підтримкою повстанців Окремої ісламської території. Після війни моджахеди відступили назад до Чечні. Вторгнення дало новому російському уряду привід для втручання, і в грудні 1999 року російські сухопутні війська знову вторглися в Чечню.
Під час Другої російсько-чеченської війни арабські моджахеди знову зіграли важливу роль в конфлікті, доставлюючи бойовиків, і фінансово допомагаючи чеченцям. Саме в цей час росіянам вдалося ліквідувати найбільш видних командирів моджахедів: Хаттаба і Абу аль-Валіда.

## Командири

### Як підрозділу іноземних добровольців на Північному Кавказі
- Фатхі аль-Урдані (1995–1997)
- Абдурахман аз-Заркі (1997–2000)

### Як моджахедів в Чечні
- Хаттаб (2000–2002)
- Абу аль-Валід (2002–2004)
- Абу Хафс аль-Урдані (2004–2006)
- Муханнад (2006–2011)
- Абдулла Курд (2011)

## Структура
Батальйон складався в основному з арабів, проте у відносно невеликій кількості були також кавказькі і курдські бійці. Всі відомі еміри (лідери) померли. Його першим еміром був Ібн Аль-Хаттаб (з Саудівської Аравії), який був убитий в березні 2002 року, а його наступником став Абу аль-Валід (теж з Саудівської Аравії), який був убитий в квітні 2004 року. Вже його наступником став Абу Хафс аль-Урдані (з Йорданії), який був убитий в листопаді 2006 року. Його замінив Муханнад (з Йорданії або Саудівської Аравії), який був убитий в зіткненні з силами безпеки в чеченському селі Сержень-Юрт 21 квітня 2011 року. Кілька тижнів по тому, його наступник Абдулла Курд (курд) також був убитий. Батальйон був розділений на кілька підрозділів моджахедів під командуванням їх відповідних емірів, які були розформовані до 2012 року.